# Geroskipou
Yeroskipou (in greco Γεροσκήπου?) è un comune di Cipro nel distretto di Paphos di 7.878 abitanti (dati 2011).

## Amministrazione

### Gemellaggi
- Agia Paraskevi, Grecia